# Andronic Lapardas
Andronic Lapardas (ou Andronikos/Andronicus Lapardas ; en grec : Ἀνδρόνικος Λαπαρδάς) est un général byzantin qui sert sous le règne des derniers empereurs Comnène. 

## Biographie
Il est mentionné pour la première fois le 2 mars 1166 comme participant à un synode réuni au palais impérial sous la présidence de l'empereur Manuel Ier Comnène. Il est alors classé en quinzième place dans l'ordre protocolaire des proches de l'empereur et porte le titre de sébaste, occupant aussi les fonctions d’oikeioi vestiaritai et de chartulaire. En juillet 1167, il dirige l'aile droite de l'armée byzantine à la bataille de Sirmium, lors d'une victoire décisive contre le royaume de Hongrie qui assure le domination byzantine sur les Balkans occidentaux. En 1176, il participe aussi à la campagne contre les Seldjoukides débouchant sur la défaite de Myrioképhalon.
En 1182, le roi Béla III de Hongrie attaque les forteresses byzantines de Belgrade et de Braničevo. En 1183, les Serbes se joignent aux Hongrois et les Byzantins réagissent en envoyant une force de secours dirigée par Andronic Lapardas et Alexis Branas. Néanmoins, au même moment, Andronic Ier Comnène arrive au pouvoir et les deux généraux, divisés sur l'attitude à adopter, finissent par se retirer aux à la porte de Trajan.
Quand Andronic estime sa position suffisamment forte, il envoie Andronic avec une importante armée combattre Jean Comnène Vatatzès, un neveu de Manuel Ier qui s'est soulevé en Anatolie. Lapardas, vaincu près de Philadelphie, est contraint de fuir. Néanmoins, quelques jours plus tard, le 16 mai 1182, la mort de Vatatzès, déjà malade; met un terme à sa rébellion. Néanmoins, cette défaite fragilise la position de Lapardas qui perd les faveurs d'Andronic. Ce dernier, suspicieux face à tout risque de révolte, l'emprisonne, l'aveugle et le relègue au monastère du Christ Pantépoptès à Constantinople où il décède peu après.
Selon un poème de Théodore Balsamon, Andronic Lapardas se serait marié à une Théodora Comnène que des historiens ont identifié à la sœur de Manuel, laquelle s'est toutefois mariée avec Manuel Anémas. Lucien Stiernon, qui s'appuie sur la position d'Andronic dans la parentèle impériale en 1166, estime que sa femme est une petite-fille de Théodora et Manuel Anémas.

## Sources
- Lucien Stiernon, « Notes de titulature et de prosopographie byzantines : Théodore Comnène et Andronic Lapardas, sébastes », Revue des études byzantines, vol. 24,‎ 1966, p. 89-96 (lire en ligne)